# Saint-Priest-les-Fougères
Pour les articles homonymes, voir Saint-Priest (homonymie).
Saint-Priest-les-Fougères est une commune française située dans le département de la Dordogne, en région Nouvelle-Aquitaine.
Elle est intégrée au parc naturel régional Périgord-Limousin.

## Géographie

### Généralités
Partie intégrante du parc naturel régional Périgord-Limousin et localisée à l'extrême nord-est de la Dordogne, la commune de Saint-Priest-les-Fougères est limitrophe du département de la Haute-Vienne (commune de Bussière-Galant). Elle est arrosée par deux affluents de l'Isle, la Valouse à l'ouest et le Périgord à l'est, qui lui servent en partie de limites naturelles.
Le bourg de Saint-Priest-les-Fougères est situé, en distances orthodromiques, trois kilomètres à l'est de La Coquille et seize kilomètres au nord-nord-est de Thiviers. Il est traversé par la route départementale 79. Trois kilomètres à l'ouest, les accès principaux à la commune s'effectuent au niveau de La Coquille qui se trouve sur la route nationale 21 et dispose d'une gare sur la ligne de chemin de fer Limoges-Périgueux.

### Communes limitrophes
Saint-Priest-les-Fougères est limitrophe de cinq autres communes dont une dans le département de la Haute-Vienne. Au nord-est, son territoire est distant d'une soixantaine de mètres de celui de Ladignac-le-Long, en Haute-Vienne.
|                     | Saint-Pierre-de-Frugie    | Bussière-Galant (Haute-Vienne) |
| La Coquille         | Saint-Priest-les-Fougères |                                |
| Saint-Paul-la-Roche |                           | Jumilhac-le-Grand              |

### Géologie et relief

#### Géologie
Situé sur la plaque nord du Bassin aquitain et bordé à son extrémité nord-est par une frange du Massif central, le département de la Dordogne présente une grande diversité géologique. Les terrains sont disposés en profondeur en strates régulières, témoins d'une sédimentation sur cette ancienne plate-forme marine. Le département peut ainsi être découpé sur le plan géologique en quatre gradins différenciés selon leur âge géologique. Saint-Priest-les-Fougères est dans le gradin extrême nord-est que constitue le dernier contrefort du Massif central, avec des roches cristallines formées au Paléozoïque, antérieurement au Carbonifère.
Les couches affleurantes sur le territoire communal sont constituées de formations superficielles du Quaternaire et de roches sédimentaires datant pour certaines du Cénozoïque, et pour d'autres du Mésozoïque et du Paléozoïque, ainsi que de roches métamorphiques. La formation la plus ancienne, notée ξ1, se compose de micaschistes lamelleux à deux micas, parfois grenats et silicates d'alumine (groupe de la Dronne, Néoprotérozoïque à Cambrien). La formation la plus récente, notée CFp, fait partie des formations superficielles de type colluvions indifférenciées de versant, de vallon et plateaux issues d'alluvions, molasses, altérites. Le descriptif de ces couches est détaillé dans  les feuilles « no 711 - Châlus » et « no 735 - Thiviers » de la carte géologique au 1/50 000 de la France métropolitaine, et leurs notices associées,.

Carte géologique de Saint-Priest-les-Fougères.

#### Relief et paysages
Le département de la Dordogne se présente comme un vaste plateau incliné du nord-est (491 m, à la forêt de Vieillecour dans le Nontronnais, à Saint-Pierre-de-Frugie) au sud-ouest (2 m à Lamothe-Montravel). L'altitude du territoire communal varie quant à elle entre 257 mètres au sud-est, là où le Périgord quitte la commune pour entrer sur celle de Jumilhac-le-Grand, et 411 mètres au nord, en forêt de Vieillecour, à une centaine de mètres de la limite avec la commune de Saint-Pierre-de-Frugie.
Dans le cadre de la Convention européenne du paysage entrée en vigueur en France le 1er juillet 2006, renforcée par la loi du 8 août 2016 pour la reconquête de la biodiversité, de la nature et des paysages, un atlas des paysages de la Dordogne a été élaboré sous maîtrise d’ouvrage de l’État et publié en octobre 2020. Les paysages du département s'organisent en huit unités paysagères,. La commune est dans l'unité paysagère du « Périgord limousin » qui correspond à la région naturelle du Nontronnais. Ce territoire forme un plateau collinaire aux pentes douces et sommets arasés, d’altitude moyenne autour des 300 m dont le point culminant est également celui de la Dordogne. Ce plateau cristallin est vallonné et dominé par les prairies aux horizons boisés. Il est entaillé de vallées profondes aux versants forestiers,.
La superficie cadastrale de la commune publiée par l'Insee, qui sert de référence dans toutes les statistiques, est de 20,86 km2,,. La superficie géographique, issue de la BD Topo, composante du Référentiel à grande échelle produit par l'IGN, est quant à elle de 21,38 km2.

### Hydrographie

#### Réseau hydrographique
La commune est située dans le bassin de la Dordogne au sein du Bassin Adour-Garonne. Elle est drainée par lle Périgord, la Valouse, la Rochille et par divers petits cours d'eau, qui constituent un réseau hydrographique de 33 km de longueur totale,.
Le Périgord, d'une longueur totale de 11,13 km, prend sa source dans la Haute-Vienne dans la commune de Bussière-Galant et se jette dans l'Isle en rive gauche dans la commune de Jumilhac-le-Grand. Il traverse la commune du nord-est au sud-est sur plus de six kilomètres et demi, dont plus d'un kilomètre et demi lui sert de limite naturelle au nord-est face à Bussière-Galant.
La Valouse, d'une longueur totale de 23,82 km, prend sa source dans la commune de Saint-Pierre-de-Frugie et se jette en rive droite de l'Isle, à Saint-Paul-la-Roche, face à Sarrazac,. Elle borde la commune au nord-ouest sur près de quatre kilomètres, face à La Coquille.
La Rochille, d'une longueur totale de 10,47 km, prend sa source sans la commune, au sud du bourg, et se jette dans la Valouse en rive gauche à Saint-Paul-la-Roche, 550 mètres en amont de la confluence Valouse-Isle.

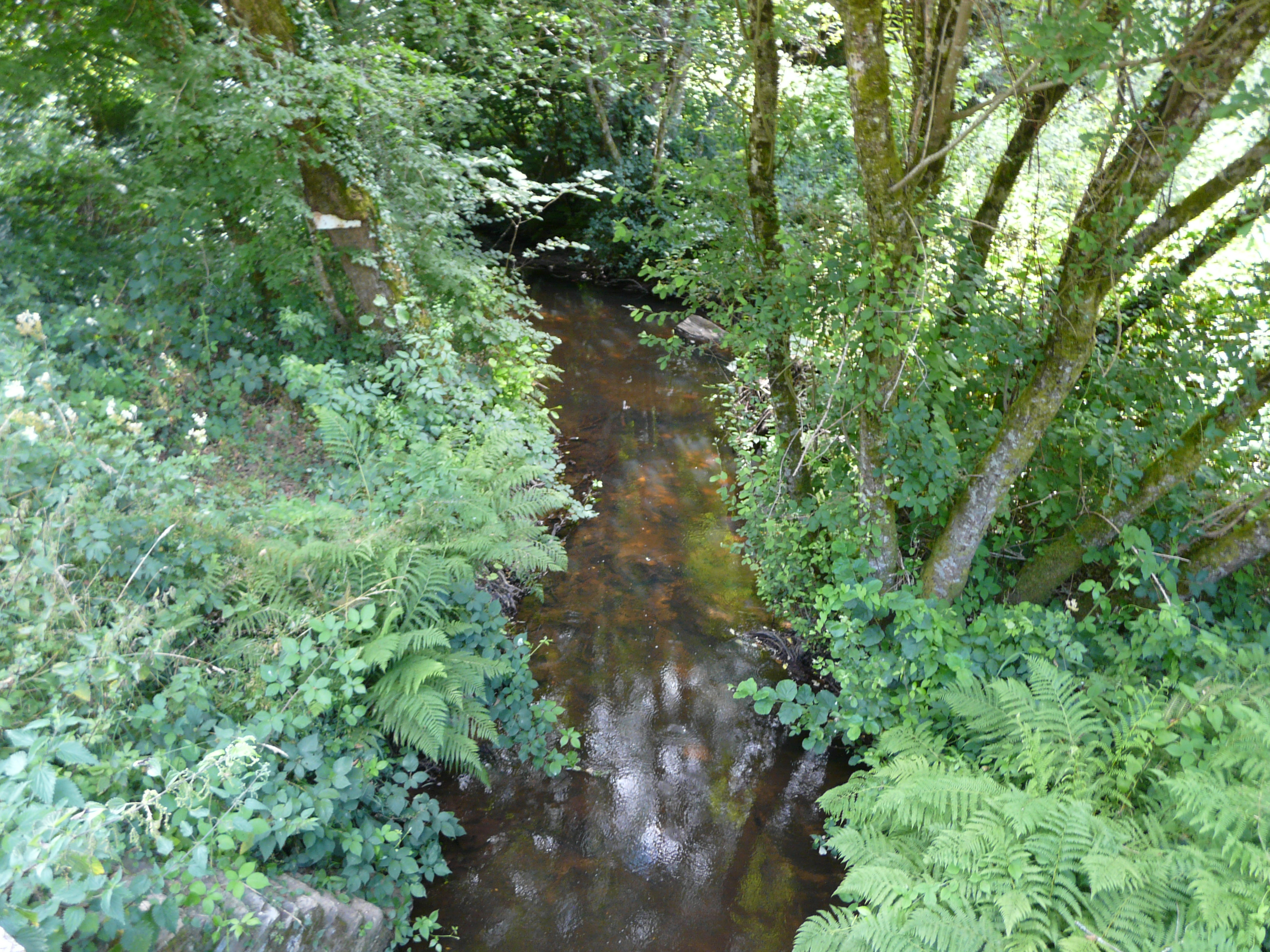
Le Périgord au pont de la RD 79.
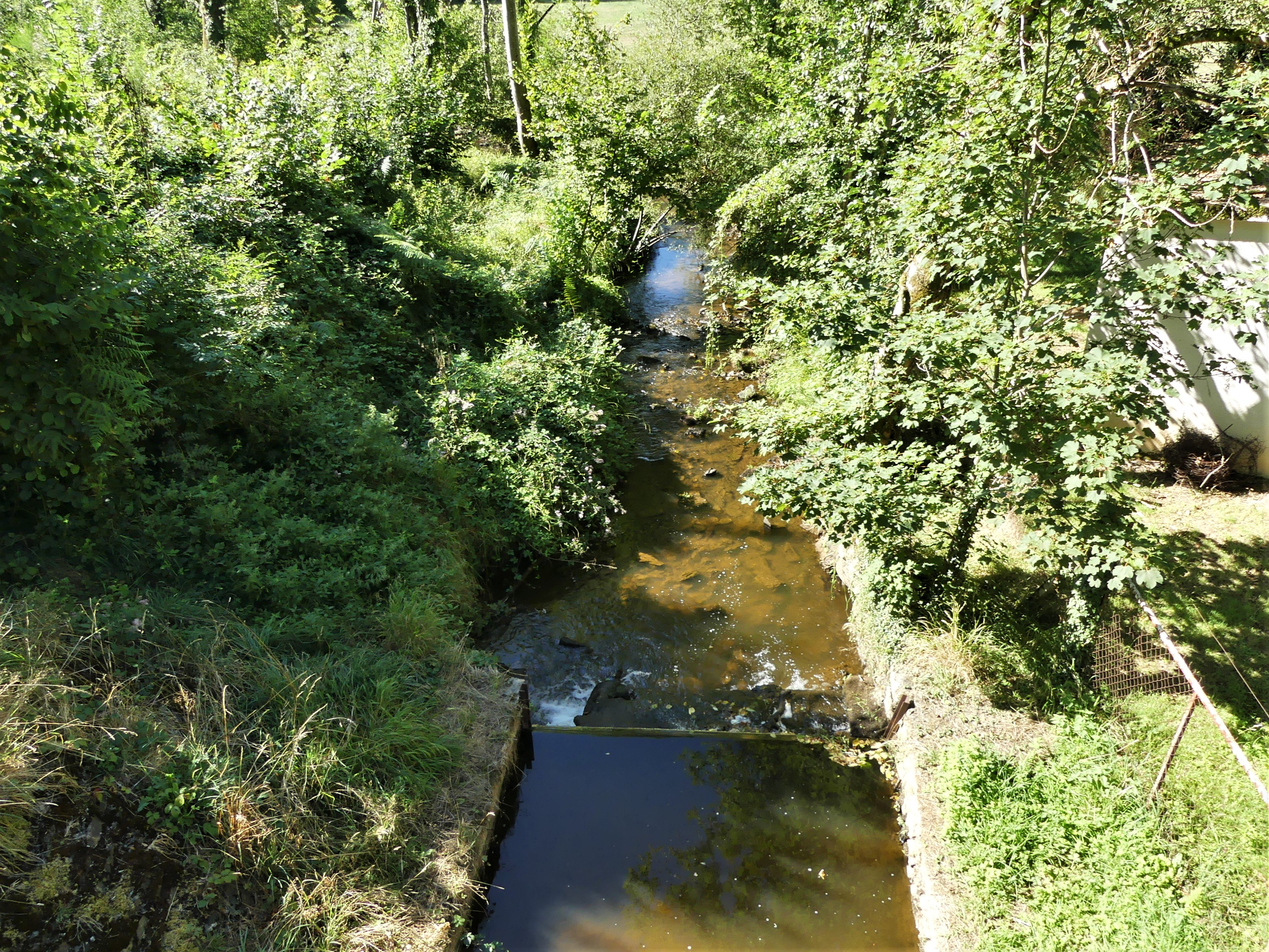
La Valouse marque la limite entre La Coquille et Saint-Priest-les-Fougères au pont de la RD 79.
Réseaux hydrographique et routier de Saint-Priest-les-Fougères.

#### Gestion et qualité des eaux
Le territoire communal est couvert par le schéma d'aménagement et de gestion des eaux (SAGE) « Isle - Dronne ». Ce document de planification, dont le territoire regroupe les bassins versants de l'Isle et de la Dronne, d'une superficie de 7 500 km2, a été approuvé le 2 août 2021. La structure porteuse de l'élaboration et de la mise en œuvre est l'établissement public territorial de bassin de la Dordogne (EPIDOR). Il définit sur son territoire les objectifs généraux d’utilisation, de mise en valeur et de protection quantitative et qualitative des ressources en eau superficielle et souterraine, en respect des objectifs de qualité définis dans le troisième SDAGE  du Bassin Adour-Garonne qui couvre la période 2022-2027, approuvé le 10 mars 2022.
La qualité des eaux de baignade et des cours d’eau peut être consultée sur un site dédié géré par les agences de l’eau et l’Agence française pour la biodiversité.

### Climat
Pour des articles plus généraux, voir Climat de la Nouvelle-Aquitaine et Climat de la Dordogne.
Historiquement, la commune est dans une zone de transition entre les climats océaniques aquitain et limousin.  
En 2020, Météo-France publie une typologie des climats de la France métropolitaine dans laquelle la commune est exposée à un climat océanique altéré et est dans la région climatique  Ouest et nord-ouest du Massif Central, caractérisée par une pluviométrie annuelle de 900 à 1 500 mm, maximale en automne et en hiver.
Pour la période 1971-2000, la température annuelle moyenne est de 11,3 °C, avec  une amplitude thermique annuelle de 14,6 °C. Le cumul annuel moyen de précipitations est de 1 173 mm, avec 13,8 jours de précipitations en janvier et 8,2 jours en juillet. Pour la période 1991-2020, la température moyenne annuelle observée sur la station météorologique la plus proche, située sur la commune de La Coquille à 3 km à vol d'oiseau, est de 12,1 °C et le cumul annuel moyen de précipitations est de 1 178,8 mm,. Pour l'avenir, les paramètres climatiques de la commune estimés pour 2050 selon différents scénarios d’émission de gaz à effet de serre sont consultables sur un site dédié publié par Météo-France en novembre 2022.

## Urbanisme

### Typologie
Au 1er janvier 2024, Saint-Priest-les-Fougères est catégorisée commune rurale à habitat très dispersé, selon la nouvelle grille communale de densité à 7 niveaux définie par l'Insee en 2022.
Elle est située hors unité urbaine et hors attraction des villes,.

### Occupation des sols
L'occupation des sols de la commune, telle qu'elle ressort de la base de données européenne d’occupation biophysique des sols Corine Land Cover (CLC), est marquée par l'importance des territoires agricoles (69,1 % en 2018), une proportion sensiblement équivalente à celle de 1990 (69,7 %). La répartition détaillée en 2018 est la suivante : 
zones agricoles hétérogènes (45,3 %), forêts (29,6 %), prairies (17,6 %), cultures permanentes (3,2 %), terres arables (3 %), zones urbanisées (1,3 %). L'évolution de l’occupation des sols de la commune et de ses infrastructures peut être observée sur les différentes représentations cartographiques du territoire : la carte de Cassini (XVIIIe siècle), la carte d'état-major (1820-1866) et les cartes ou photos aériennes de l'IGN pour la période actuelle (1950 à aujourd'hui).

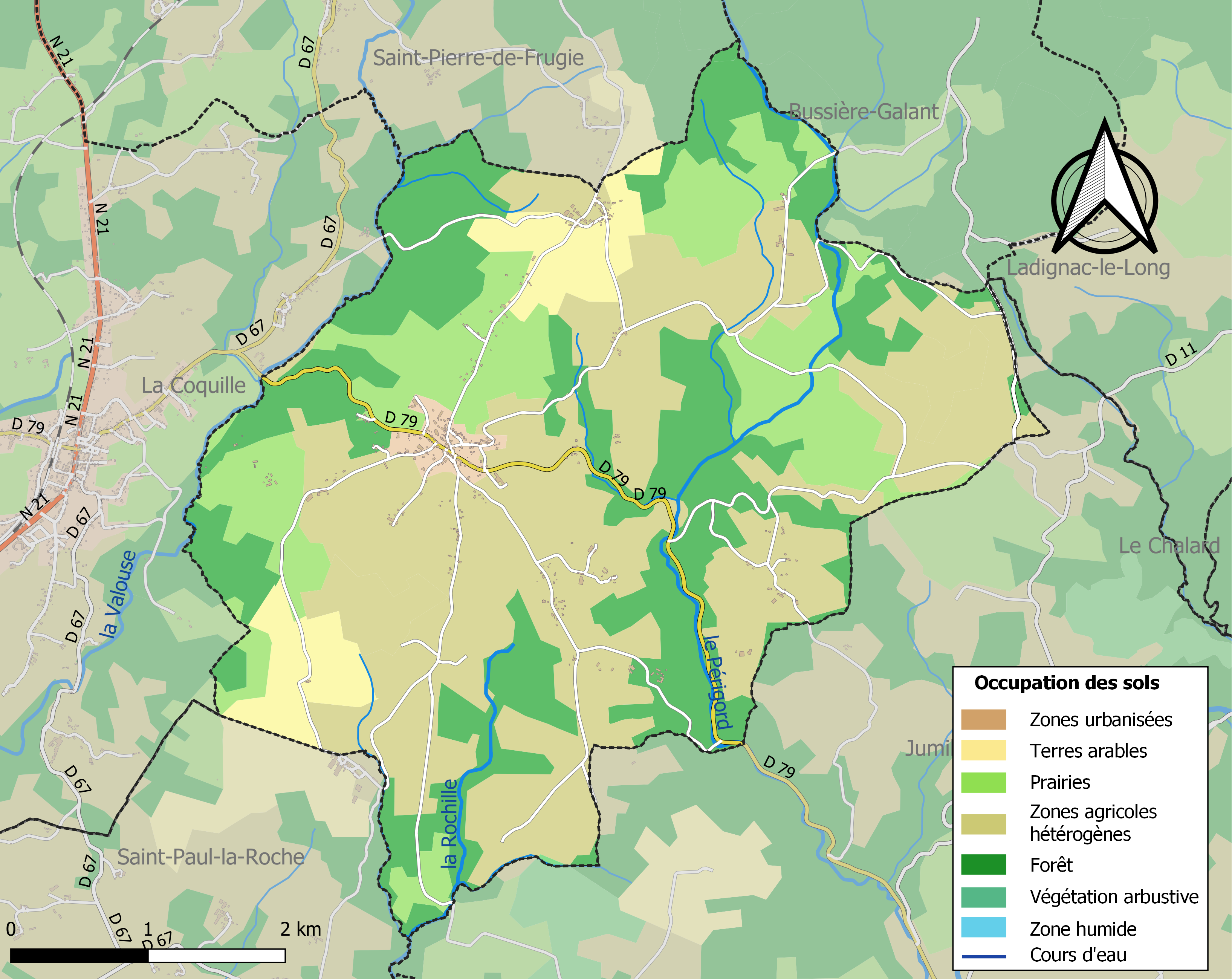
Carte des infrastructures et de l'occupation des sols de la commune en 2018 (CLC).

### Prévention des risques
Le territoire de la commune de Saint-Priest-les-Fougères est vulnérable à différents aléas naturels : météorologiques (tempête, orage, neige, grand froid, canicule ou sécheresse), feux de forêts, mouvements de terrains et séisme (sismicité faible). Il est également exposé à un risque particulier : le risque de radon. Un site publié par le BRGM permet d'évaluer simplement et rapidement les risques d'un bien localisé soit par son adresse soit par le numéro de sa parcelle.

#### Risques naturels
Saint-Priest-les-Fougères est exposée au risque de feu de forêt. L’arrêté préfectoral du 14 mars 2013 fixe les conditions de pratique des incinérations et de brûlage dans un objectif de réduire le risque de départs d’incendie. À ce titre, des périodes sont déterminées : interdiction totale du 15 février au 15 mai et du 15 juin au 15 octobre, utilisation réglementée du 16 mai au 14 juin et du 16 octobre au 14 février. En septembre 2020, un plan inter-départemental de protection des forêts contre les incendies (PidPFCI) a été adopté pour la période 2019-2029,.

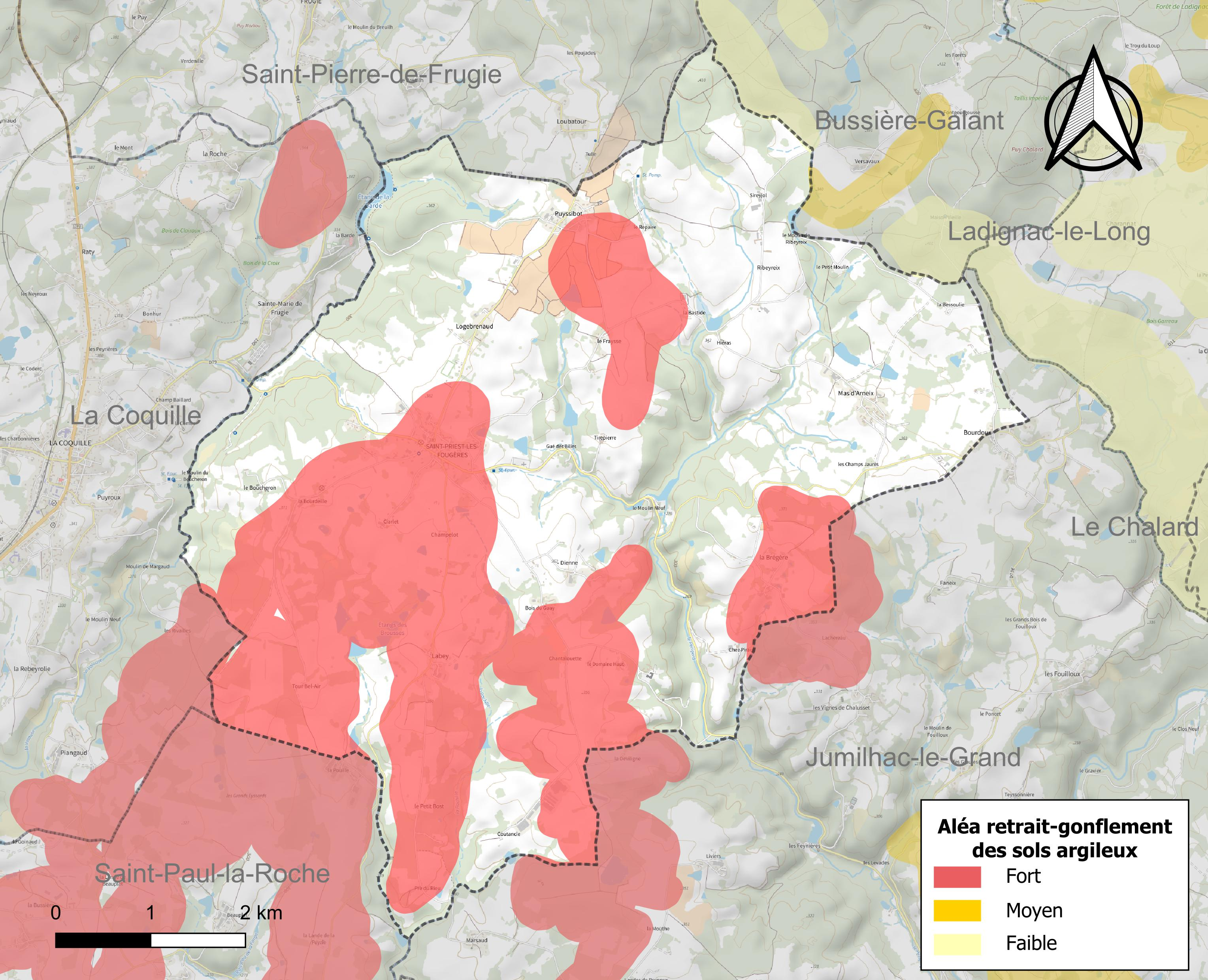
Carte des zones d'aléa retrait-gonflement des sols argileux de Saint-Priest-les-Fougères.

Les mouvements de terrains susceptibles de se produire sur la commune sont des tassements différentiels. Le retrait-gonflement des sols argileux est susceptible d'engendrer des dommages importants aux bâtiments en cas d’alternance de périodes de sécheresse et de pluie. 36,6 % de la superficie communale est en aléa moyen ou fort (58,6 % au niveau départemental et 48,5 % au niveau national métropolitain). Depuis le 1er octobre 2020, en application de la loi ÉLAN, différentes contraintes s'imposent aux vendeurs, maîtres d'ouvrages ou constructeurs de biens situés dans une zone classée en aléa moyen ou fort,.
La commune a été reconnue en état de catastrophe naturelle au titre des dommages causés par les inondations et coulées de boue survenues en 1982, 1983, 1999 et 2008 et par des mouvements de terrain en 1999.

#### Risque particulier
Dans plusieurs parties du territoire national, le radon, accumulé dans certains logements ou autres locaux, peut constituer une source significative d’exposition de la population aux rayonnements ionisants. Selon la classification de 2018, la commune de Saint-Priest-les-Fougères est classée en zone 3, à savoir zone à potentiel radon significatif.

## Toponymie

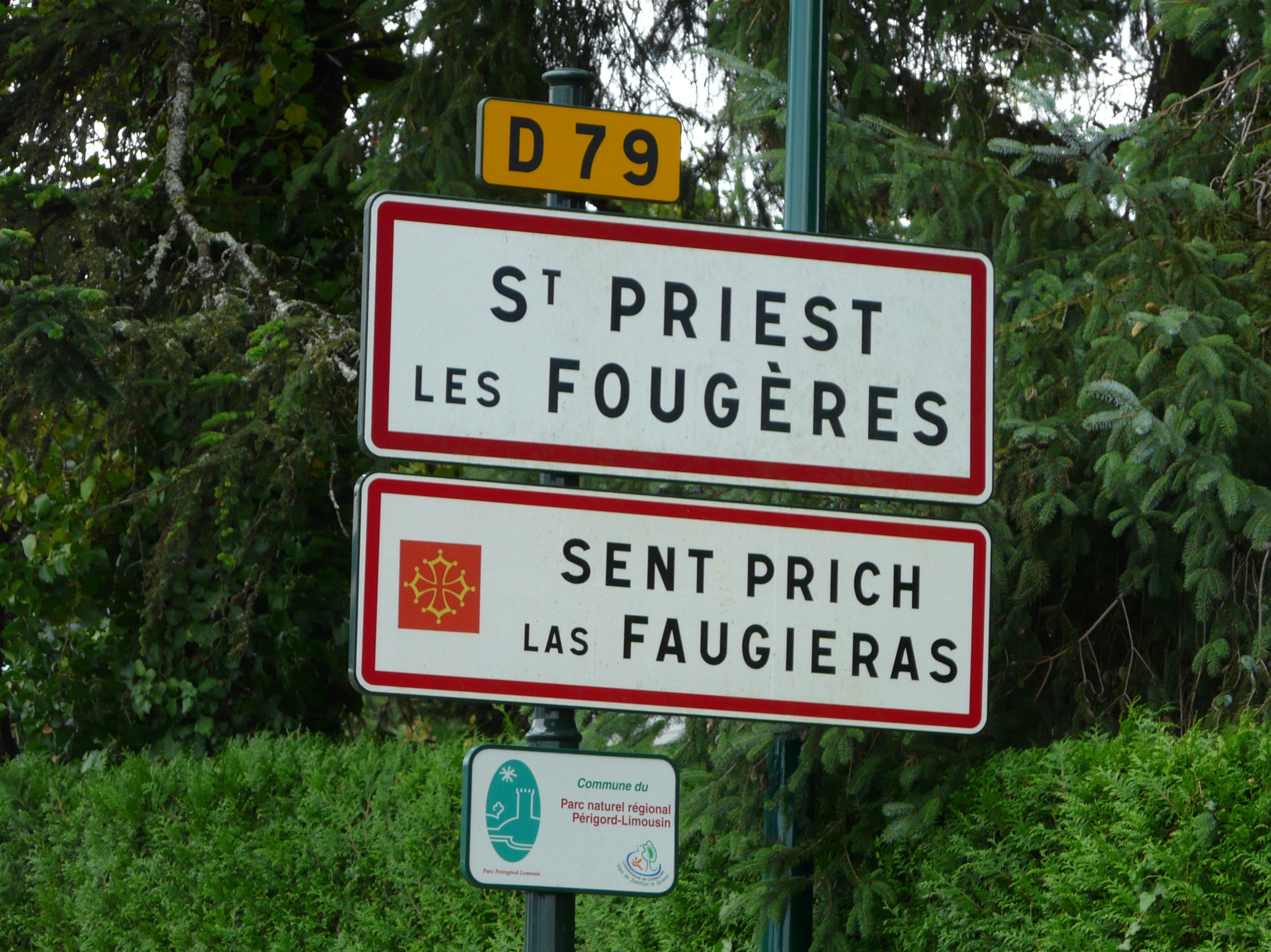
Panneau d'entrée à Saint-Priest-les-Fougères, en français et en occitan.

La première mention écrite connue du village apparaît au XIIe siècle sous la forme Sanctus Prieth, transformé au siècle suivant en Sanctus Projectus.
Sur la carte de Cassini représentant la France entre 1756 et 1789, le village est identifié sous le nom de Saint Prié.
Le nom de Saint-Priest-les-Fougères fait référence à saint Priest (Projectus en latin), évêque de Clermont et martyr au VIIe siècle et aux plantes, les fougères.
En occitan, la commune porte le nom de Sent Prich las Faugieras.

## Histoire
Au Ve siècle av. J.-C., les Gaulois Lémovices commencèrent à exploiter une mine d'or sur le territoire de la commune actuelle. Une nécropole du Premier Âge du Fer a aussi été retrouvée dans la commune.

## Politique et administration

### Rattachements administratifs
La commune de Saint-Priest-les-Fougères a, dès 1790, été rattachée au canton de Jumilhac qui dépendait du district d'Excideuil. En 1800, les districts sont supprimés. Le canton est alors rattaché à l'arrondissement de Nontron.

### Intercommunalité
Fin 2002, Saint-Priest-les-Fougères rejoint la communauté de communes du Pays de Jumilhac-le-Grand. Celle-ci est renommée le 1er janvier 2017 en communauté de communes des Marches du Périg'Or Limousin Thiviers-Jumilhac puis en octobre 2017 en communauté de communes Périgord-Limousin.

### Administration municipale
La population de la commune étant comprise entre 100 et 499 habitants au recensement de 2017, onze conseillers municipaux ont été élus en 2020,.

### Liste des maires

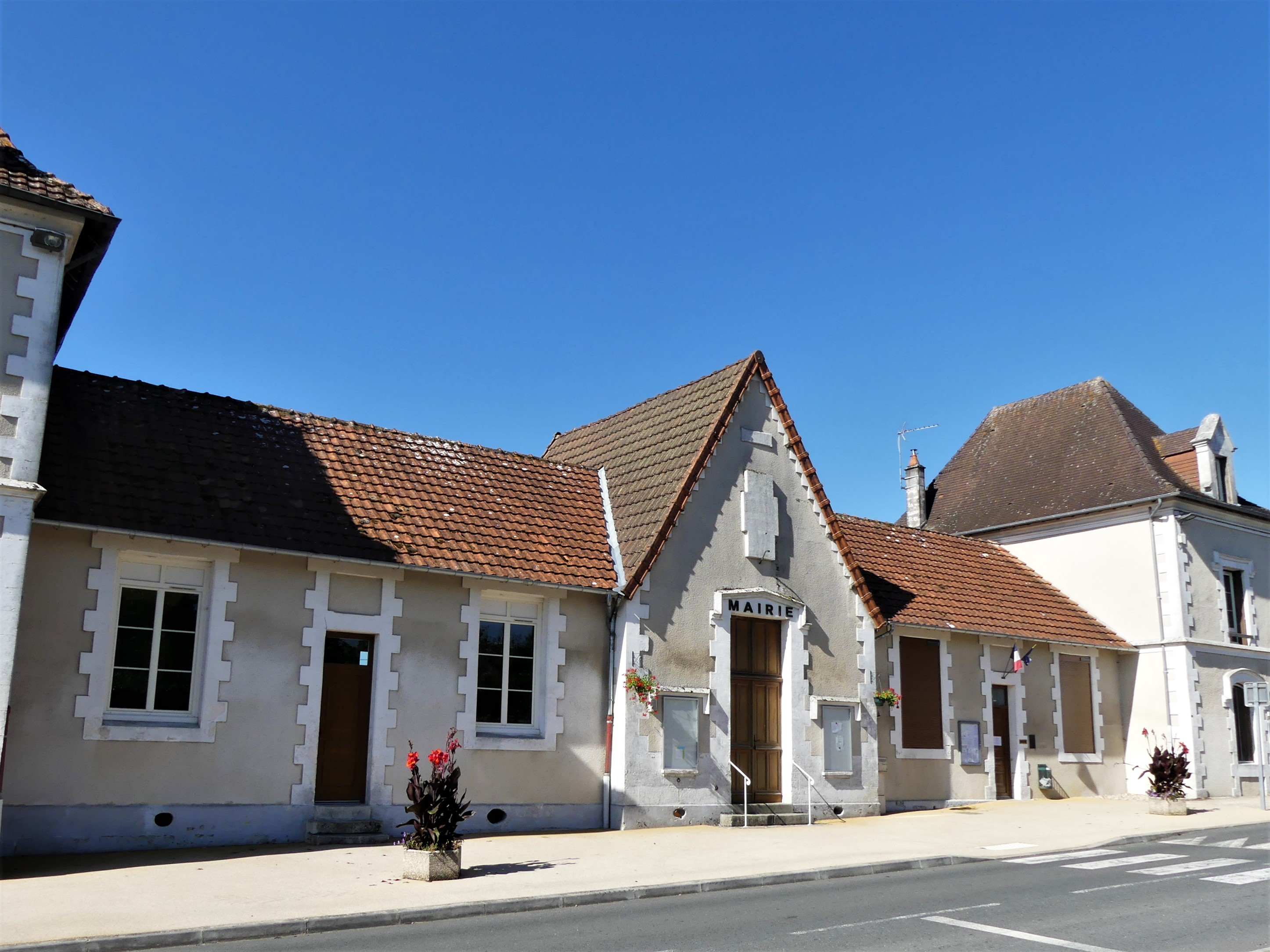
La mairie en 2018.

| Période                                  | Période   | Identité                | Étiquette | Qualité                    |
| ---------------------------------------- | --------- | ----------------------- | --------- | -------------------------- |
| Les données manquantes sont à compléter. |           |                         |           |                            |
|                                          |           |                         |           |                            |
| 1980                                     | 1995      | Jean Goursat            |           | Commerçant                 |
| 1995                                     | 1999      | Édouard Marcelaud       |           |                            |
| 1999                                     | mars 2008 | Marcel Forestier        |           | Retraité de la gendarmerie |
| mars 2008                                | mars 2014 | Roger Brégéras          | SE        | Retraité                   |
| mars 2014 (réélu en mai 2020)            | En cours  | Jean Patrick Chaussadas |           |                            |

### Jumelages
Huit des neuf communes de l'ancienne communauté de communes du Pays de Jumilhac-le-Grand, dont Saint-Priest-les-Fougères, sont jumelées avec la municipalité allemande de Romrod depuis 2012, La Coquille l'étant depuis 1990.

## Équipements et services publics

### Justice
En 2023, dans le domaine judiciaire, Saint-Priest-les-Fougères relève : 
- du tribunal judiciaire, du tribunal pour enfants, du conseil de prud'hommes et du tribunal de commerce de Périgueux ;
- du pôle Nationalité du tribunal judiciaire de Périgueux (compétent uniquement dans le domaine de la nationalité) ;
- de la cour d'appel, du tribunal administratif et de la  cour administrative d'appel de Bordeaux.

## Population et société

### Démographie
Les habitants de Saint-Priest-les-Fougères se nomment les Saint Priestois.
L'évolution du nombre d'habitants est connue à travers les recensements de la population effectués dans la commune depuis 1793. Pour les communes de moins de 10 000 habitants, une enquête de recensement portant sur toute la population est réalisée tous les cinq ans, les populations de référence des années intermédiaires étant quant à elles estimées par interpolation ou extrapolation. Pour la commune, le premier recensement exhaustif entrant dans le cadre du nouveau dispositif a été réalisé en 2008.

En 2022, la commune comptait 376 habitants, en évolution de −1,05 % par rapport à 2016 (Dordogne : +0,37 %, France hors Mayotte : +2,11 %).
| 1793 | 1800 | 1806 | 1821 | 1831 | 1836 | 1841 | 1846 | 1851 |
| ---- | ---- | ---- | ---- | ---- | ---- | ---- | ---- | ---- |
| 808  | 703  | 759  | 838  | 984  | 947  | 948  | 921  | 933  |

| 1856 | 1861 | 1866 | 1872 | 1876 | 1881 | 1886 | 1891  | 1896  |
| ---- | ---- | ---- | ---- | ---- | ---- | ---- | ----- | ----- |
| 986  | 936  | 921  | 789  | 869  | 945  | 941  | 1 071 | 1 081 |

| 1901  | 1906  | 1911  | 1921 | 1926 | 1931 | 1936 | 1946 | 1954 |
| ----- | ----- | ----- | ---- | ---- | ---- | ---- | ---- | ---- |
| 1 072 | 1 076 | 1 064 | 910  | 843  | 816  | 802  | 738  | 680  |

| 1962 | 1968 | 1975 | 1982 | 1990 | 1999 | 2006 | 2008 | 2013 |
| ---- | ---- | ---- | ---- | ---- | ---- | ---- | ---- | ---- |
| 592  | 538  | 508  | 485  | 443  | 412  | 394  | 389  | 377  |

| 2018 | 2022 | - | - | - | - | - | - | - |
| ---- | ---- | - | - | - | - | - | - | - |
| 381  | 376  | - | - | - | - | - | - | - |

### Manifestations culturelles et festivités
- Fête locale sur un week-end, début août[61].

## Économie

### Emploi
En 2015, parmi la population communale comprise entre 15 et 64 ans, les actifs représentent 138 personnes, soit 36,3 % de la population municipale. Le nombre de chômeurs (dix-neuf) a augmenté par rapport à 2010 (quatorze) et le taux de chômage de cette population active s'établit à 13,8 %.

### Établissements
Au 31 décembre 2015, la commune compte trente-six établissements, dont dix-sept au niveau des commerces, transports ou services, huit dans l'agriculture, la sylviculture ou la pêche, six dans la construction, trois dans l'industrie, et deux relatifs au secteur administratif, à l'enseignement, à la santé ou à l'action sociale.

## Culture locale et patrimoine

### Lieux et monuments
- Château d'Oche, XVe et XIXe siècles et sa chapelle.
- Château (ou manoir) de Ribeyreix, en bordure de la forêt de Vieillecour[65], avec des logis du XVe et XVIe siècles[66]
- Manoir de la Bastide.
- Église Saint-Projet avec clocher octogonal.
- Motte féodale de la tour de Bel-Air[67], dont l'élévation est toujours visible au milieu d'un champ.

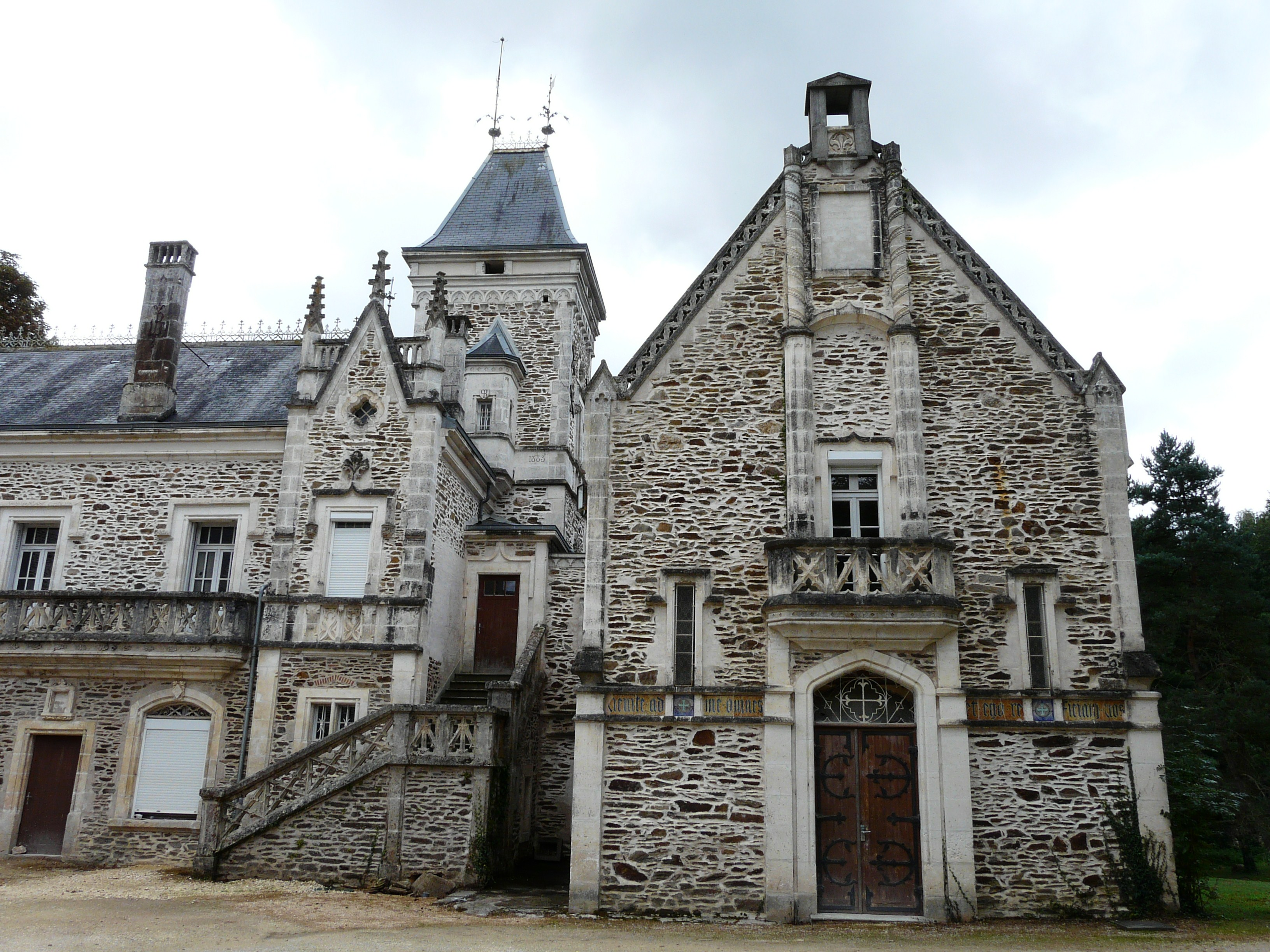
La chapelle du château d'Oche.
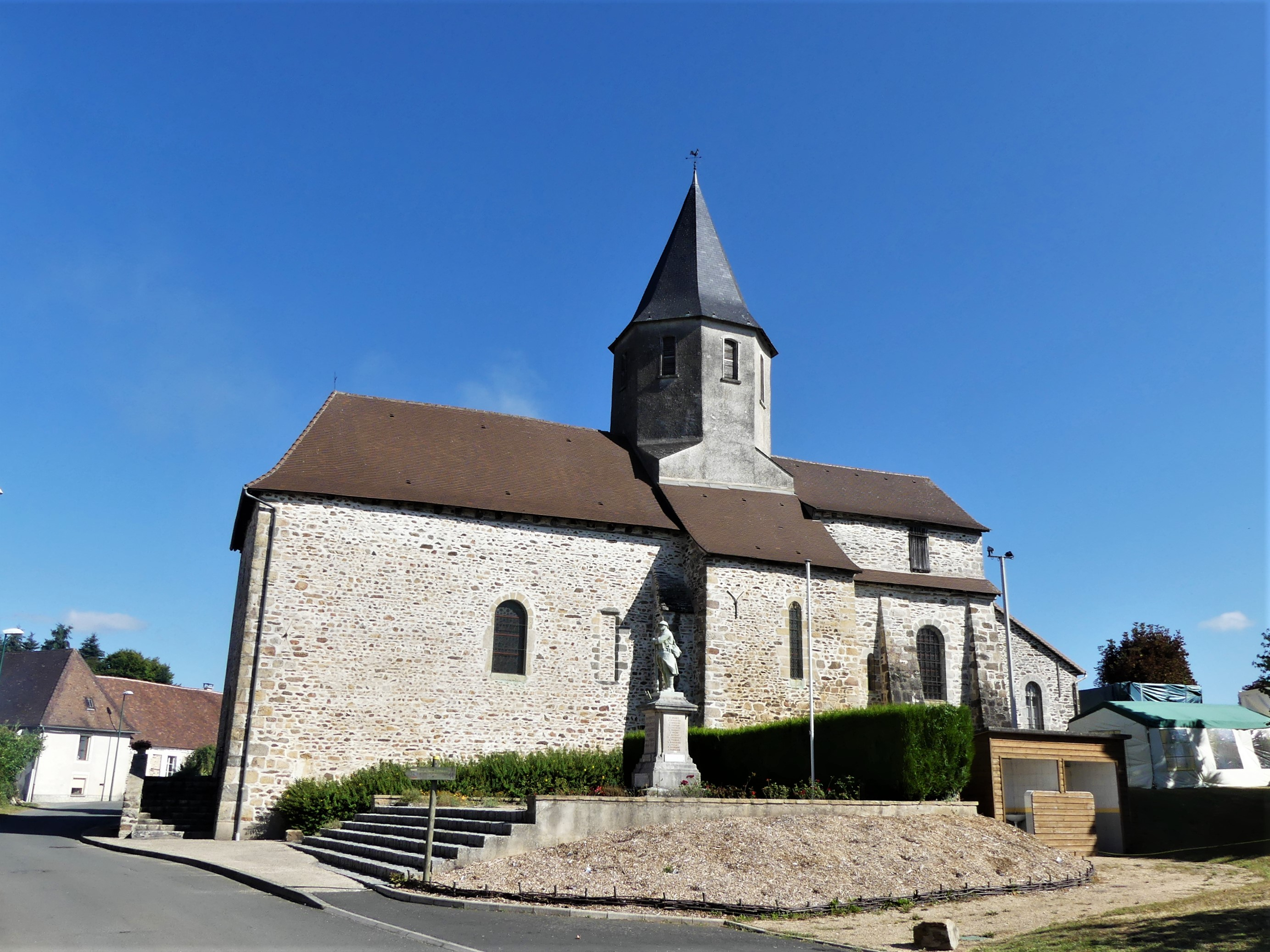
L'église Saint-Projet.
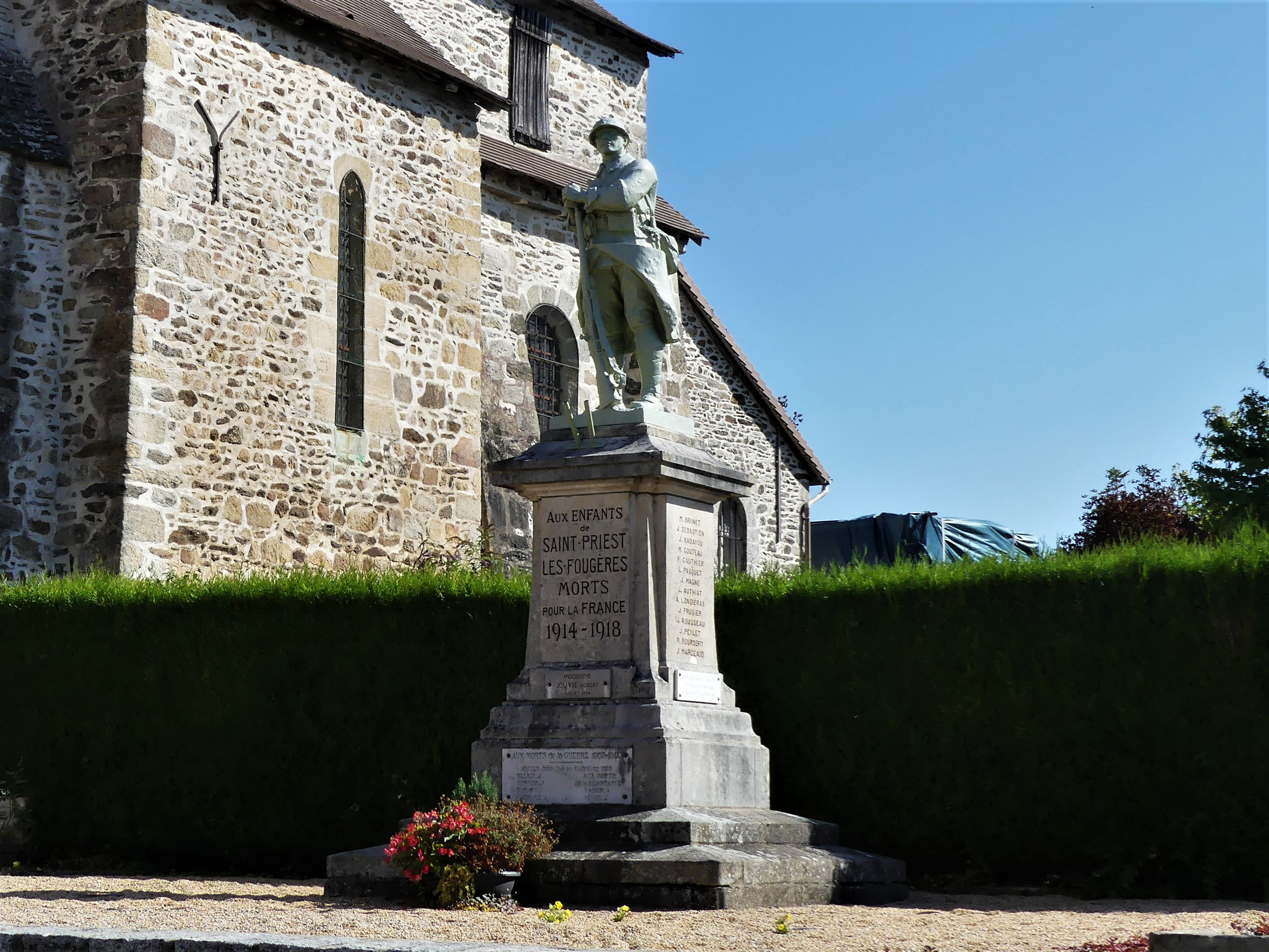
Le monument aux morts.

### Personnalités liées à la commune
- Jauberts de Poicibot (ou Gausbert de Puycibot), XIIIe siècle, né au lieu-dit Puycibot sur l'actuelle commune de Saint-Priest-les-Fougères, moine puis troubadour, auteur d'une quinzaine de pièces[68].
- Léon Sireyjol (1861-1942) est un homme politique né à Saint-Priest-les-Fougères.
- Édouard Valéry (1924-2010) est un chef de la Résistance intérieure française il vécut au Boucheron, métairie de Saint-Priest-les-Fougères de 1931 à 1933.

### Héraldique
| Blason de Saint-Priest-les-Fougères | Blason  | D'azur à deux lions couronnés d'or, armés et lampassés de gueules en chef et à un lion léopardé couronné d'or, armé et lampassé de gueules en pointe. |
| Blason de Saint-Priest-les-Fougères | Détails | Le statut officiel du blason reste à déterminer. |

## Pour approfondir